# El Pujol de Muntanya
El Pujol de Muntanya, conegut com a Pujol de Guenaumons durant l'edat mitjana, és una masia situada al municipi de Viladrau, a la comarca catalana d'Osona.